# Wycliffe Gordon

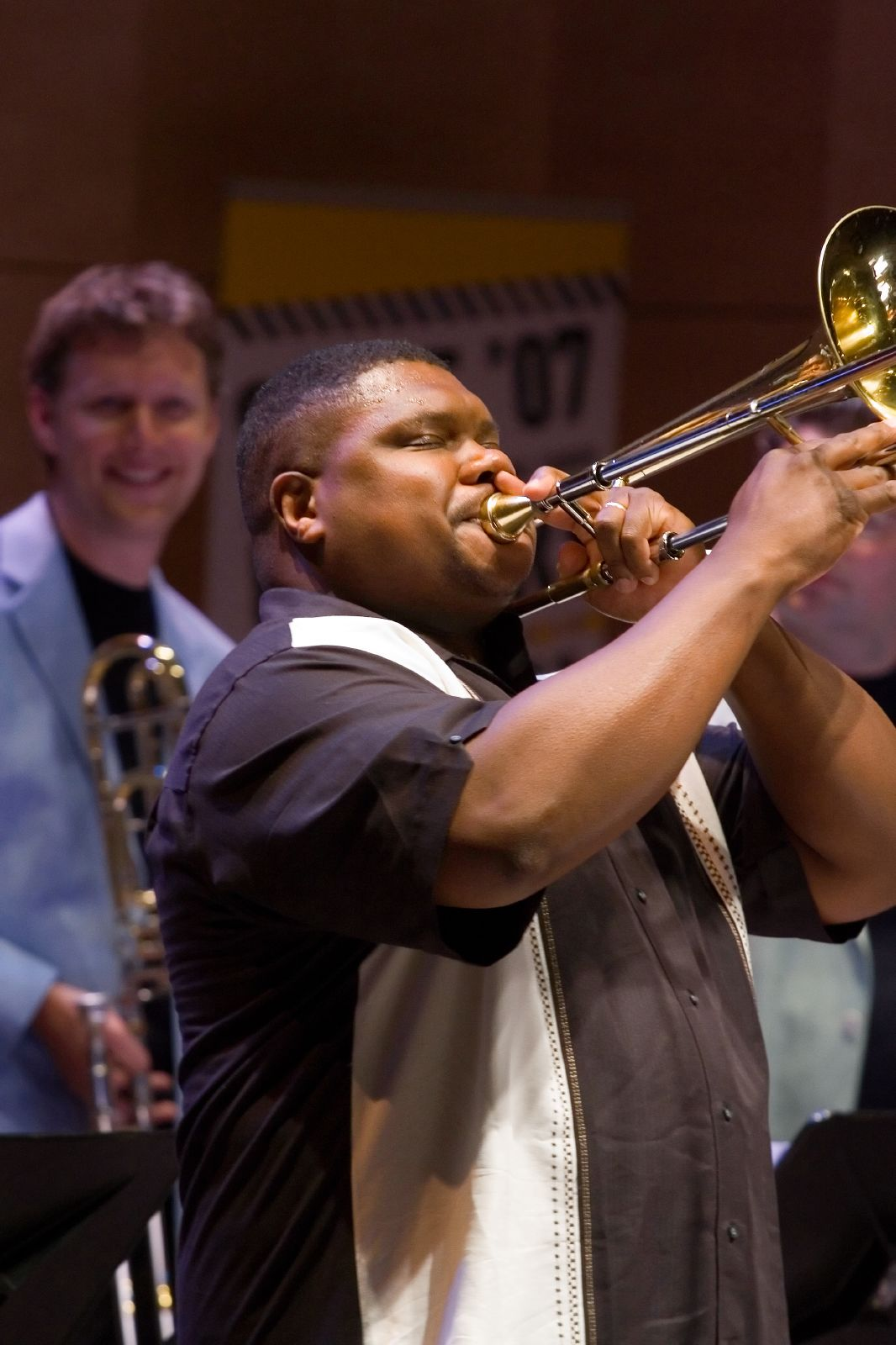
Wycliffe Gordon

Wycliffe Gordon (* 29. Mai 1967 in Waynesboro, Georgia) ist ein amerikanischer Posaunist, Trompeter, Tubist, Sänger und Didgeridoo-Spieler des Modern Jazz.

## Leben und Wirken
Wycliffe Gordon stammt aus einer streng religiösen Familie; sein Vater war Kirchenorganist, was ihn zuerst mit der Klassik in Kontakt brachte. Erste praktische Erfahrungen machte er mit Kirchenmusik, den Jazz brachte ihm das Schulsystem nahe. Sein frühes Vorbild war Louis Armstrong. Zu Beginn seiner Musikerkarriere arbeitete er mit Wynton Marsalis und dem Lincoln Jazz Orchestra, beschäftigte sich mit Swing und experimentierte mit neuen Instrumenten. In seinem Album The Search von 1999 spielt er unter anderem das Didgeridoo, außerdem beschäftigte er sich mit der Gospelmusik (The Gospel Truth), indem er einen „Posaunenchor“ einsetzt sowie dem Werk von Thelonious Monk mit einer Interpretation von dessen Komposition Ba-Lue Bolivar Ba-Lues-Are. Auf What You Dealin’ With, das Richard Cook & Brian Morton im Penguin Guide To Jazz als Gordons bislang bestes Werk bezeichnen, spielte er seine Versionen von Jazzstandards von Duke Ellington (Cotton Tail), John Coltrane (Mr. P.C.), Dizzy Gillespie sowie den Hardbop-Klassiker Blue ’n’ Boogie. Gegenwärtig (2012) spielt Gordon mit einer eigenen Band, bestehend aus Jon-Erik Kellso (Trompete), Adrian Cunningham (Klarinette/Sopransaxophon) und Matt Munisteri (Banjo/Gitarre).
Auf seinen Alben, die er seit 1998 für die Jazzlabel Nagel-Heyer und Criss Cross aufgenommen hat, wirkten unter anderem Eric Reed, Delfeayo Marsalis und Winard Harper mit.
Gordon wirkte außerdem an Plattenproduktionen von Cyrus Chestnut, Wynton Marsalis (auf den Alben Crescent City Christmas Card, 1989, Blood on the Fields, 1994 sowie Christmas Jazz Jam, 2009), Marcus Printup, Eric Reed, Randy Sandke, Joe Temperley und Rodney Whitaker mit. 2018 wurde er, wie schon 2012, 2013, 2014 und 2016 im Kritikerpoll des Down Beat, als bester Posaunist ausgezeichnet. Zu hören ist er auch auf Randy Sandkes New York-Tribut Uptown Lowdown: A Jazz Salute to the Big Apple (2000).

## Diskographische Hinweise
Als Leader
- 1998 – Slidin’ Home (Nagel-Heyer Records)
- 1999 – The Search (Nagel-Heyer)
- 2000 – The Gospel Truth (Nagel-Heyer)
- 2001 – What You Dealin’ With (Criss Cross Jazz)
- 2002 – United Soul Experience (Criss Cross)
- 2003 – Dig This! (Criss Cross)
- 2004 – In the Cross (Criss Cross)
- 2012 – Dreams of New Orleans (Chesky)
- 2019 – The Complete Joyride (mit Victor Goines, Farid Barron, Rodney Whitaker, Herlin Riley),

Als Sideman und Co-Leader
- John Allred & Wycliffe Gordon: Head To Head (Arbors Records), mit John Sheridan, Eddie Metz junior

- Marcus Roberts: Deep in the Shed (Novus 1989)
- Randy Sandke: The Music of Bob Haggart (Arbors Records)
- Maurice Hines: To Nat “King” Cole With Love (Arbors Records)
- Wycliffe Gordon & Jay Leonhart: This Rhythm on My Mind (Bluesback Records, 2006)